# مارک یان البریخت
مارک یان البریخت (به انگلیسی: Marek Jan Olbrycht) استاد تاریخ و باستان‌شناسی دوران اشکانی و هلنیستی در دانشگاه ژشوف در کشور لهستان و دانشگاه پرینستون است. او تاکنون تحقیقات ارزنده‌ای بر روی این دو دوره تاریخی انجام داده و کتاب‌ها و مقالات متعددی را تألیف و منتشر کرده است. او همچنین در سال ۱۳۹۳ برای بررسی سکونتگاه اشکانی در شهر قومس در استان سمنان به ایران سفرکرده است. او همچنین مسئول پروژه تاریخ اشکانی دانشگاه کمبریج است.

## ترجمه آثار به زبان فارسی

### مقالات
- آندراگوراس، حاکم سلوکیِ پارت-هیرکانیا و سکه‌های او.[۴]
- پیوندهای دودمانی در امپراتوری اشکانی خاستگاه خاندان ساسان. (موجود در کتاب شاهنشاهی پارتیان وساسانیان متقدم)